# NGC 355
NGC 355 è una galassia lenticolare situata nella costellazione della Balena.
Fu scoperta il 27 settembre 1864 da Albert Marth.